# سامان آقازمانی
سامان آقازمانی (۲۴ دی ۱۳۶۷ در تهران) یک فوتبالیست بازنشسته ایرانی است که آخرین بار برای آلومینیوم اراک در لیگ برتر خلیج فارس بازی کرده است.
وی سابقه بازی در تیم‌های سایپا تهران، پرسپولیس تهران، راه‌آهن، آرارات ایروان، صبای قم، نفت تهران را دارد.
آقازمانی سابقه حضور در تیم‌های نوجوانان ایران، جوانان ایران و امید ایران را دارد.

## دوران باشگاهی

### آمار
| فصل            | باشگاه         | بازی | گل |
| -------------- | -------------- | ---- | -- |
| ۱۳۸۷-۱۳۸۸      | سایپا          | ۲    | ۰  |
| مجموع سایپا    | مجموع سایپا    | ۲    | ۰  |
| ۱۳۸۸-۱۳۸۹      | پرسپولیس       | ۷    | ۲  |
| ۱۳۸۹-۱۳۹۰      | پرسپولیس       | ۱۲   | ۳  |
| ۱۳۹۰-۱۳۹۱      | پرسپولیس       | ۱۸   | ۹  |
| ۱۳۹۱-۱۳۹۲      | پرسپولیس       | ۸    | ۳  |
| مجموع پرسپولیس | مجموع پرسپولیس | ۴۵   | ۱۷ |

## افتخارات

### پرسپولیس
- جام حذفی
  - قهرمان(۲): ۱۳۸۹-۱۳۸۸/۱۳۹۰-۱۳۸۹